# Lärchen-Weich-Täubling
Der Lärchen-Weich-Täubling oder Vielgestaltige Täubling (Russula laricina) ist eine Pilzart aus der Familie der Täublingsverwandten (Russulaceae). Es handelt sich um einen kleinen, ziemlich zerbrechlichen Täubling mit einem sehr variabel gefärbten Hut, der violett, rosa oder rötlich sein kann, wobei oft grünliche Farbtöne eingemischt sind. Das nahezu geruchlose Fleisch schmeckt mild und graut eher, als das es gilbt. Die Lamellen sind bei Reife ockergelb und das Sporenpulver dottergelb. Die Fruchtkörper des im Prinzip essbaren Täublings erscheinen im Spätsommer und Herbst meist unter Lärchen, bisweilen aber auch unter Fichten und Tannen. In Deutschland ist der vorwiegend in den Alpen vorkommende Pilz sehr selten.

## Merkmale

### Makroskopische Merkmale
Der Hut ist 3–5 (7) cm breit, jung halbkugelig, aber schon bald ausgebreitet und später niedergedrückt bis trichterförmig vertieft. Die Huthaut ist glatt, seidig glänzend und sehr variabel gefärbt. Das Spektrum reicht von dunkel weinbraun über rosabraun bis gelb- oder grauocker. Auch grünliche Färbungen oder violette mit dunkel olivbraunen Tönen kommen vor. In der Varietät flavida (Cooke) Bon ist die Hutscheibe gelb gefärbt. Die Huthaut kann im Alter manchmal runzelig werden und lässt sich fast vollständig abziehen. Der jung glatte Hutrand ist später mehr oder weniger gerieft.
Die dicht stehenden und jung weißlichen Lamellen verfärben sich schnell intensiv ockergelb. Sie sind 4–7 mm breit, häufig gegabelt und am Stiel schmal angewachsen bis fast frei. Die Lamellenschneiden sind glatt und das Sporenpulver intensiv gelb (IVc–d nach Romagnesi) gefärbt.
Der zylindrische bis keulenförmige Stiel ist 3–6 (8) cm lang und 0,8–1,5 cm breit. Er ist jung voll, aber schon bald ausgestopft und später hohl. Die jung glatte und weißliche Oberfläche ist später schwach längsaderig und kann bisweilen im Laufe der Entwicklung leicht grauen. Im Alter ist der Stiel mehr oder weniger schmutzig weiß bis gelblich grau.
Das weiße bis schmutzig weiße Fleisch ist nahezu geruch- und geschmacklos und schmeckt fast angenehm. Es reagiert mit Guajak intensiv blaugrün, mit Phenol weinrot und mit Eisensulfat hell rosa.

### Mikroskopische Merkmale
Die rundlichen Sporen sind (7,5) 8–9,5 µm lang und (6) 6,2–7,5 µm breit. Der Q-Wert (Quotient aus Sporenlänge und -breite) ist 1,1–1,2. Das Sporenornament ist 0,8 (1,0) µm hoch und besteht aus isoliert stehenden, teilweise gratig verlängerten oder mehr oder weniger paarweise verschmolzenen Warzen, die stellenweise feingratig miteinander verbunden sind. Der Hilarfleck ist amyloid.
Die zylindrischen bis keuligen und viersporigen Basidien sind bis zu 32–45 (50) µm lang und 9–13 µm breit. Die zahlreichen, 32–75 µm langen und 6–9 µm breiten Cheilozystiden sind spindelig bis keulig und an der Spitze mehrheitlich abgerundet. Auch die weniger häufigen Pleurozystiden sind spindelig und an der Spitze mehr oder weniger zugespitzt. Sie messen 45–63 × 11–13 µm. Alle Zystiden färben sich mit Sulfobenzaldehyd nicht oder nur stellenweise schwach grauschwarz an.
Die Huthaut (Pileipellis) besteht aus zylindrischen, mehrheitlich verzweigten und septierten, 2,5–4,0 µm breiten, haarförmigen Hyphen, die zur Spitze hin teilweise verjüngt sein können. Dazwischen liegen zylindrische bis keulige, teilweise zwei- bis dreifach septierte, 4–8 µm breite Pileozystiden, die sich in Sulfobenzaldehyd grauschwarz anfärben.

## Artabgrenzung
Der sehr variable Lärchen-Weich-Täubling kann leicht mit zwei nah verwandten Arten verwechselt werden, mit dem Gerieften Weich-Täubling (R. nauseosa) und mit dem Kiefern-Weich-Täubling (R. cessans). Die drei Arten sind am ehesten mikroskopisch voneinander abgrenzbar. Der Geriefte Weich-Täubling hat ebenfalls mild schmeckendes Fleisch und kommt an vergleichbaren Standorten in Bergnadelwäldern vor. Allerdings ist er vorwiegend an Fichten gebunden. Er hat etwas größere Sporen (7–10 (11,4) × 6,2–8) mit längeren, 1–1,2 µm langen Warzen, die fast völlig isoliert-stachelig angeordnet sind. Der Kiefern-Weich-Täubling hat hingegen Sporen (7,5–9,2 (11,5) × 6,5–7,5 (8,5)) mit nahezu halbkugeligen, bis 1 µm hohen Warzen, die größtenteils gratig-netzig verbunden sind. Während der Lärchen-Weich-Täubling Sporen ((7,5) 8–9,5 × (6) 6,2–7 (7,5)) hat, die weder netzig, noch rein isoliert-stachelig sind. Außerdem hat der Kiefern-Täubling kräftigere Fruchtkörper, die man überwiegend in sauren Kiefernwäldern findet.

## Ökologie
Als Mykorrhizapilz geht der Lärchen-Weich-Täubling vorwiegend mit Lärchen eine symbiotische Partnerschaft ein, aber auch Tannen und Fichten können mitunter als Wirt dienen. Man findet den Täubling daher bevorzugt in montanen bis subalpinen Bergnadelwäldern mit Fichten und Lärchen, aber auch in Nadelbaumpflanzungen des Tieflandes. Der Pilz mag neutrale bis schwach saure, frische und mehr oder weniger kalkreiche Böden. Die Fruchtkörper erscheinen meist im Spätsommer bis Herbst.

## Verbreitung

Europäische Länder mit Fundnachweisen des Lärchen-Weich-Täublings.
Legende:
Länder mit Fundmeldungen
Länder ohne Nachweise
keine Daten
außereuropäische Länder

Der Lärchen-Weich-Täubling kommt in Nordasien (Russland-Fernost) und Europa vor. Es ist eine boreal bis temperate oder montan bis subalpine Art. Die Art kommt in Nordeuropa (Norwegen, Schweden, Finnland) und in den Alpenstaaten in Mitteleuropa vor. In Westeuropa fehlt der Täubling weitgehend und kommt nur im französischen Alpengebiet vor.
Die Art ist in Deutschland sehr selten und auf den Süden Baden-Württembergs und Bayerns beschränkt. Daneben gibt es vereinzelte Nachweise aus Schleswig-Holstein und Nordrhein-Westfalen. In Österreich ist der Täubling recht häufig und in der Schweiz verbreitet.

## Systematik
Der Lärchen-Weich-Täubling wurde 1920 erstmals durch den tschechischen Mykologen Josef Velenovský in dessen Werk „České houby“ (Tschechische Pilze) beschrieben. Das Artattribut (Epitheton) „laricina“ leitet sich vom lateinischen „larix“(Lärche) ab, dem wichtigsten Mykorrhizabaum des Täublings.

### Infragenerische Systematik
Bon stellt den Täubling in seine Untersektion Laricinae (Romagn.) Bon, die innerhalb der Sektion Tenellae steht. Bei Romagnesi hat das Taxon Laricinae den Rang einer Sektion und steht in der Untersektion Tenellula Romagn. Die Vertreter der Sektion haben ein intensiv gelbes Sporenpulver, brüchiges und nicht oder nur wenig gilbendes Fleisch und bilden eine Mykorrhiza mit Nadelbäumen. Die Hutfarbe ist sehr variabel und die Stiele können mitunter leicht grauen.

### Varietäten
Von Russula laricina sind zwei Varietäten bekannt. 1987 ordnete Bon die von Cooke beschriebene, gelbhütige Varietät R. nauseosa var. flavida als R. laricina var. flavida dem Lärchen-Weich-Täubling zu. Andere Mykologen halten die Varietät für synonym zu Russula acetolens, dem Glänzendgelben Dotter-Täubling.
Die zweite, karminrote Varietät ist R. laricina var. ruberrima (Romagn.) Kühner & Romagn., die Romagnesi 1950 als eigenständige Art R. ruberrima (Karminroter Weich-Täubling) beschrieben hatte. Diese Varietät wird heute von den meisten Mykologen als eigenständige Art angesehen.

## Bedeutung
Der mild schmeckende Täubling gilt als essbar.